# Thrinacophora incrustans
Thrinacophora incrustans är en svampdjursart som beskrevs av Kieschnick 1896. Thrinacophora incrustans ingår i släktet Thrinacophora och familjen Raspailiidae.
Artens utbredningsområde är havet kring Indonesien. Inga underarter finns listade i Catalogue of Life.